# Call of Duty: Warzone 2.0
Call of Duty: Warzone 2.0 (официально — Warzone) — компьютерная игра в жанре королевской битвы, выход которой состоялся 16 ноября 2022 года для PlayStation 4, PlayStation 5, Xbox One, Windows и Xbox Series X/S.
Это сиквел Call of Duty: Warzone 2020 года. Игра является частью Call of Duty: Modern Warfare II 2022 года, но не требует покупки вышеупомянутой игры. В игре есть кроссплатформенная игра и новый режим извлечения под названием DMZ.

## Отзывы
| Русскоязычные издания | Русскоязычные издания |
| Издание               | Оценка                |
| --------------------- | --------------------- |
| StopGame.ru           | «Похвально»           |